# Ossenhoofd en Paardengezicht
Ossenhoofd en Paardengezicht zijn twee woeste bewakers van de onderwereld in de Chinese mythologie. Als generaals worden ze "牛馬將軍" genoemd. In de onderwereld worden de overleden mensen beoordeeld op hun gedrag in hun leven voor de dood (zie: karma). Dit heeft gevolgen voor hun reïncarnatie. Volgens de mythologie komen overleden mensen deze twee wezens als eerste tegen na hun dood.
In het Chinese verhaal Reis naar het Westen komen Ossenhoofd en Paardengezicht voor. Sun Wukong worden door Ossenhoofd en Paardengezicht opgezocht. Sun is hier niet blij over en jaagt de twee weg. Vervolgens gaat hij naar de onderwereld om zijn naam en de namen van zijn aapvolgelingen uit het Boek der levende zielen weg te krassen. Hierdoor verkrijgen hij en zijn apen de onsterfelijkheid.

## Oorsprong
De oorsprong van Ossenhoofd en Paardengezicht zijn te vinden in Chineestalige boeddhistische soetra. Paardengezicht kan verwijzen naar een weergave van Avalokiteshvara, Paardenkoning, in het Tibetaans boeddhisme. Door syncretisme hebben daoïsten Ossenhoofd en Paardengezicht opgenomen in hun pantheon.